# XVIII. Budapester Bezirk
Der XVIII. Bezirk der ungarischen Hauptstadt Budapest wird auch Pestszentlőrinc-Pestszentimre (deutsch: Sankt Lorenz-Sankt Emmerich) genannt, und als Randbezirk hauptsächlich als Wohngebiet genutzt.
Es gibt einige eng gebaute Wohnblocks, insgesamt sind aber Einfamilienhäuser typisch. Es sind auch einige Industriebetriebe zu finden. Auf dem Gebiet des Bezirks liegt der Flughafen Budapest. Weiterhin befinden sich dort das Meteorologische Zentrum Országos Meteorológia Szolgálat Központi Előrejelzője und ein Aeromonisches Institut (Központi Légkörfizikai Intézet).

## Daten
Hinsichtlich der Bevölkerungszahl steht Pestszentlőrinc-Pestszentimre an 6. Stelle der 23 Budapester Bezirke.
Der Bezirk glieder sich in die Stadtteile Alacskai úti lakótelep, Almáskert, Bélatelep, Belsőmajor, Bókaytelep, Erdőskert, Erzsébettelep, Ferihegy, Ganzkertváros, Ganztelep, Gloriett-telep, Halmierdő, Havanna-telep, Kossuth Ferenc-telep, Lakatostelep, Liptáktelep, Lónyaytelep, Miklóstelep, Rendessytelep, Szemeretelep, Szent Imre-kertváros, Szent Lőrinc-telep und Újpéteritelep.

## Geschichte
Der XVIII. Bezirk ging am 1. Januar 1950 aus dem Zusammenschluss der Stadtteile Pestszentlőrinc („Sanktlorenz“) und Pestszentimre („Sankt Emmerich“) hervor.
Das Gebiet war bereits zur Zeit der Landnahme besiedelt. Die erste schriftliche Erwähnung in einer Urkunde stammt aus dem 14. Jahrhundert. Unter der türkischen Herrschaft wurde das Gebiet entvölkert. Die Neubesiedlung begann um 1700.
Zu Beginn des 19. Jahrhunderts trug der Braumeister und Winzer Ferenc Mayerffy (* 1776 in Pest, † am 7. September 1845 ebenfalls in Pest) entscheidend zur wirtschaftlichen Entwicklung bei. Der Flughafen Ferihegy ist nach ihm benannt. (Feri ist die Koseform des Vornamens Ferenc)
Nach der Niederlage Napoleons statteten die Teilnehmer des Wiener Kongresses 1815 der Stadt einen Besuch ab. Zu diesem Anlass wurde auf der Szent Lőrinc-Ebene eine Parade abgehalten. Der preußische, russische und österreichische Herrscher beobachteten die Parade auf dem heutigen Gilice tér von einer Aussichtsplattform aus. Neben dieser wurde bereits in den 1760er Jahren die Szent Lőrinc-Kapelle im barocken Stil errichtet. Heute ist sie eines der Sehenswürdigkeiten des Bezirks in der Margó Tivadar utca. Der Aussichtsturm wurde im Zweiten Weltkrieg zerstört.
Ende des 19. Jahrhunderts stieg die Bevölkerungszahl stark an. Im Jahr 1909 trennte sich Pestszentlőrinc von Kispest ab. Die ärmeren Bewohner siedelten sich in der Péteri puszta an, während sich Angehörige der reicheren Schichten wie Politiker und Wissenschaftler im Bereich von Lőrinc Ferienhäuser bauten. Beispielsweise hatten der Politiker und Physiker Loránd Eötvös, der Erfinder Puskás Tivadar, die Biologin Tivadar Margó und der Finanzminister Menyhért Lónyay Villen in diesem Stadtteil. Der Name der im Jahr 1875 erbauten Bahnstation Puszta Szent Lőrinc Nyaraló auf der Linie Cegléd-Szolnok weist ebenfalls auf die Ferienvillen hin. Das Bahnhofsgebäude ist noch heute in Gebrauch, allerdings befindet es sich in einem baulich schlechten Zustand.
Im Lauf der Zeit wurden auch Industrieeinrichtungen gebaut. Es wurden mehrere Ziegeleien und ein Kieswerk gegründet, später entstand u. a. eine Textilfabrik. Im Jahr 1936 wurde Pestszentlőrinc Komitatsstadt (megyei város), was für die weitere Entwicklung entscheidend war. Im selben Jahr wurde das Staatliche Gymnasium Pestszentlőrinc (Pestszentlőrinci Állami Gimnázium) gegründet.

## Verkehr
Bedeutendstes Verkehrsbauwerk des Stadtbezirks ist der Flughafen Budapest Liszt Ferenc. Zudem verläuft die 4-es főút in Richtung Cegléd durch den Bezirk. Im Eisenbahnverkehr führen die Bahnstrecke Budapest–Szolnok mit den Betriebsstellen Pestszentlőrinc, Szemeretelep und Ferihegy sowie die Bahnstrecke Budapest–Lajosmizse mit Kispest, Pestszentimre felső und Pestszentimre durch das Gebiet. Die strategische Verbindungsbahn „Burma-vasút“ mit dem Güterbahnhof Pestszentlőrinc-Kavicsbánya ist stillgelegt.

## Partnerstädte
| - Artashat, Armenien - Nessebar, Bulgarien - Obzor, Bulgarien - Nin, Kroatien | - Roding, Deutschland - San Nicola la Strada, Italien - Dąbrowa Tarnowska, Polen - Tusnádfürdő, Rumänien |

## Galerie

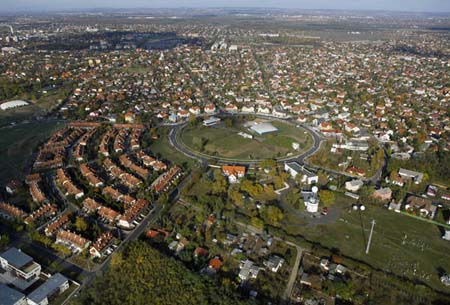
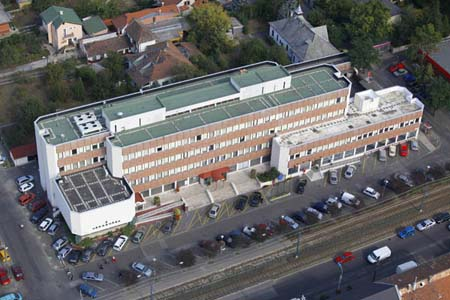
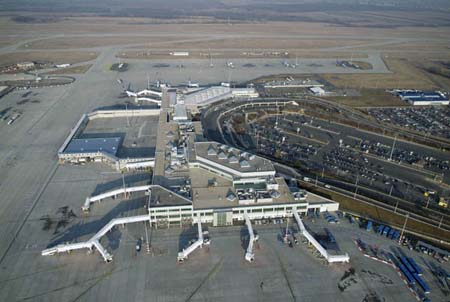
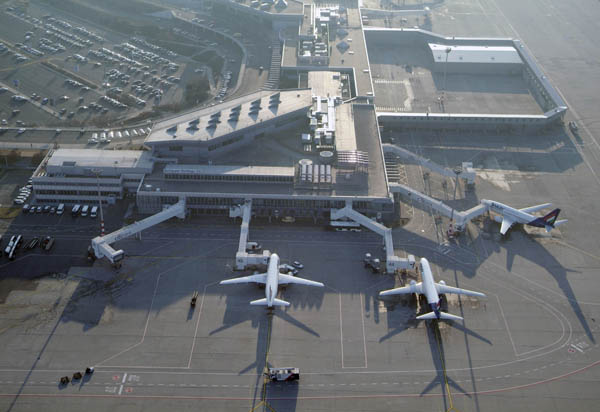
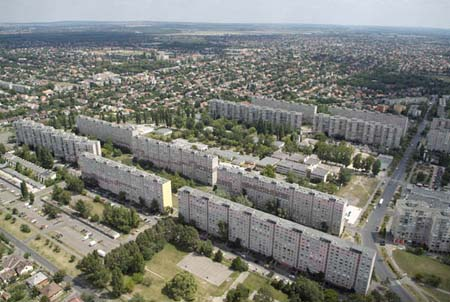
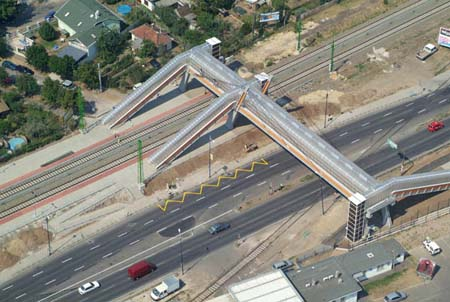
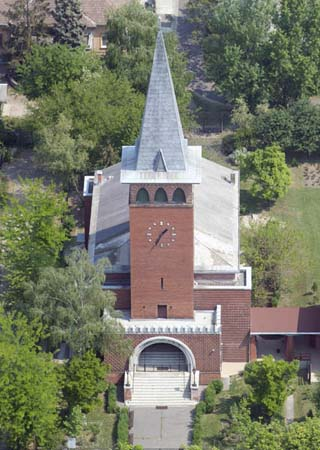
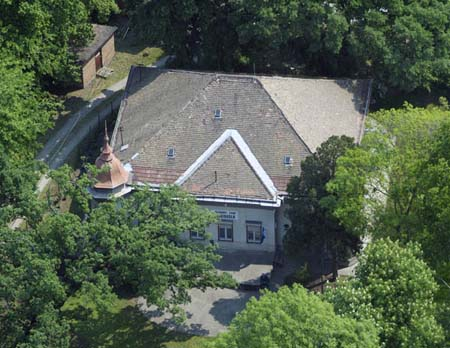
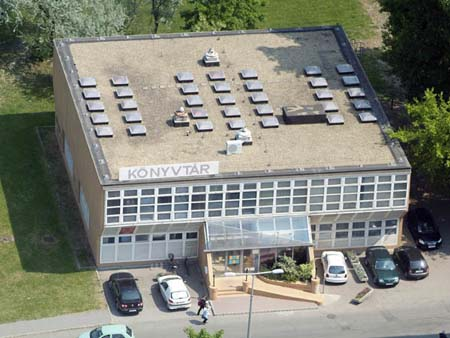